# Heteronetta atricapilla
Heteronetta atricapilla sau rața cu cap negru este o rață sud-americană din subfamilia Oxyurinae a familiei Anatidae. Se găsește în Argentina, Bolivia, Brazilia, Chile, Paraguay și Uruguay.

## Taxonomie
Rața cu cap negru este singurul membru al genului Heteronetta și nu are subspecii. Este strâns înrudită cu rațele „cu coada rigidă" din genurile Nomonyx, Oxyura și Biziura.

## Galerie

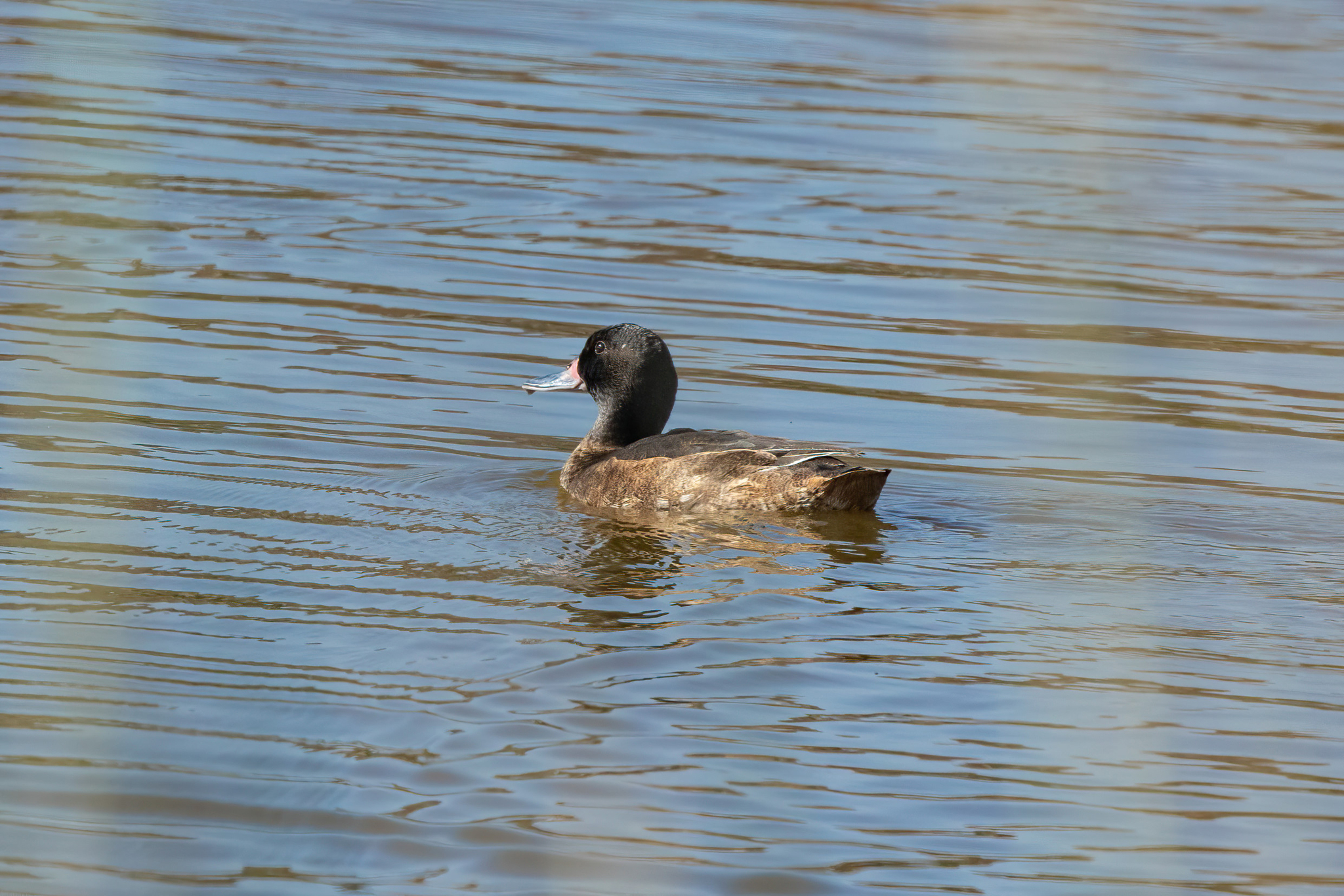
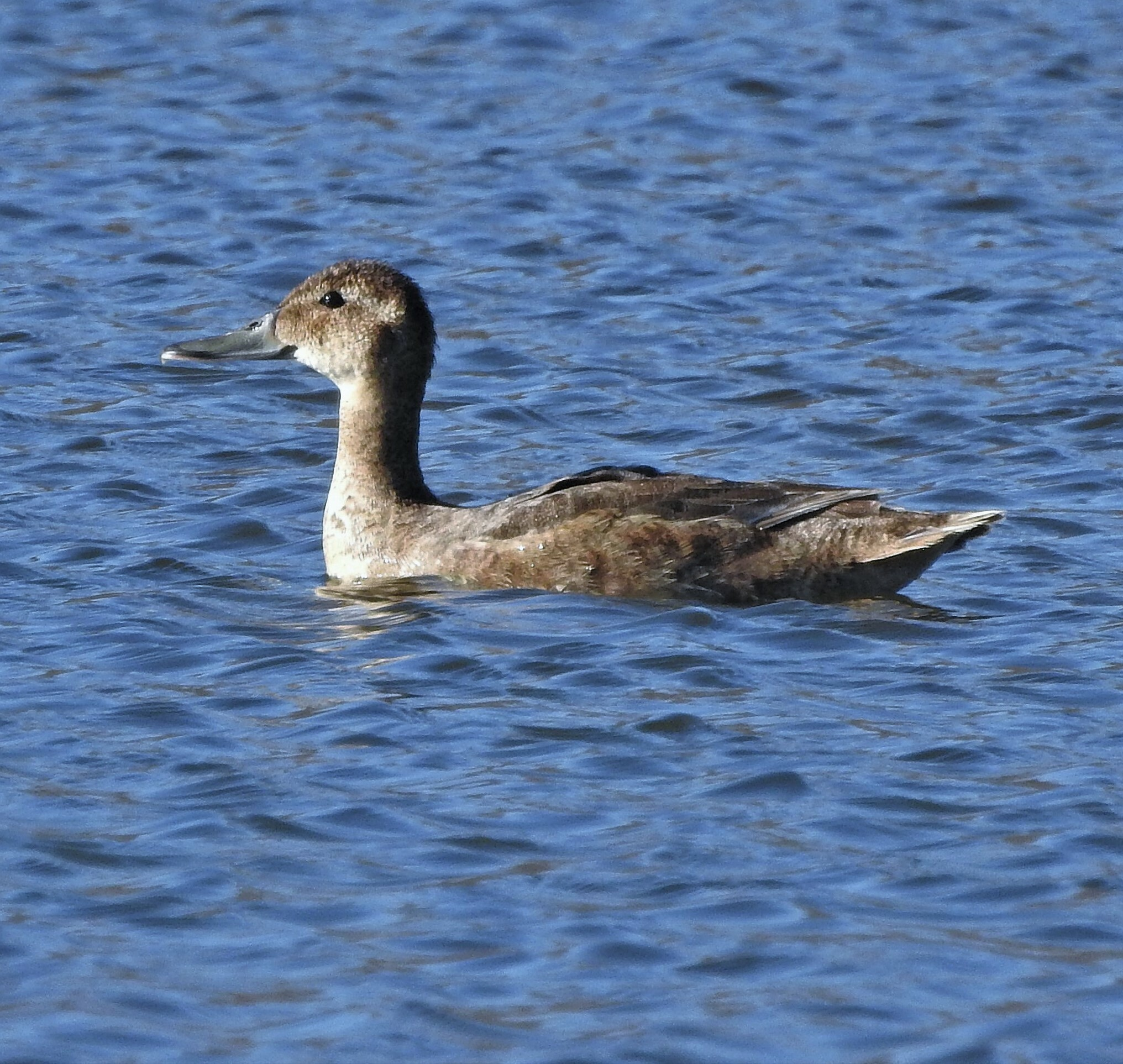
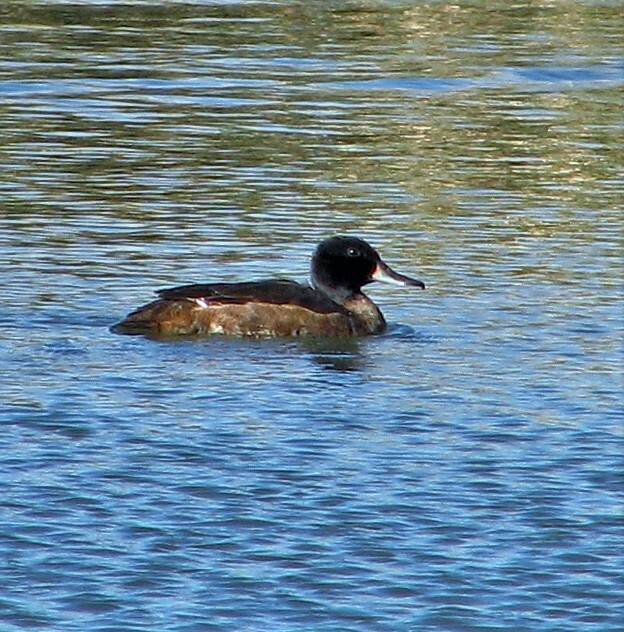
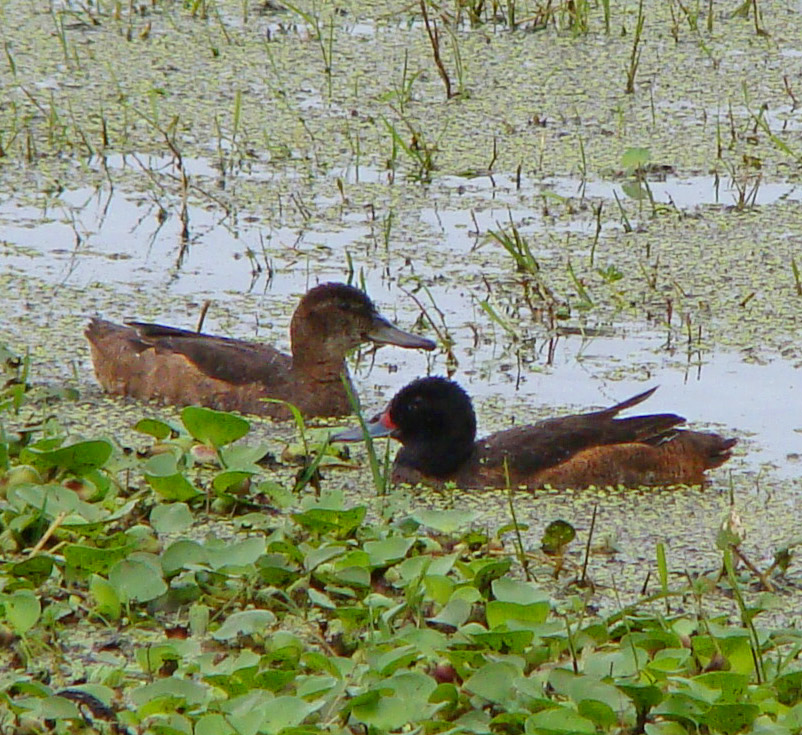